# Straneotia
Straneotia is een geslacht van kevers uit de familie van de loopkevers (Carabidae). De wetenschappelijke naam van het geslacht is voor het eerst geldig gepubliceerd in 1961 door Mateu.

## Soorten
Het geslacht Straneotia omvat de volgende soorten:
- Straneotia amazonica Mateu, 1961
- Straneotia freyi Mateu, 1961